# Dactylogyridea
Dactylogyridea este un ordin de platelminți paraziți din clasa Monogenea.

## Familii
- Amphibdellatidae Carus, 1885
- Ancylodiscoididae Gusev, 1961

- Ancyrocephalidae Bychowsky & Nagibina, 1968 („nume temporar”)[1]

- Calceostomatidae Parona & Perugia, 1890
- Dactylogyridae Bychowsky, 1933
- Diplectanidae Monticelli, 1903
- Fridericianellidae Gupta & Sachdeva, 1990
- Neocalceostomatidae Lim, 1995
- Neotetraonchidae Bravo-Hollis, 1968
- Protogyrodactylidae Johnston & Tiegs, 1922
- Pseudodactylogyridae
- Tetraonchidae Bychowsky, 1937
- Urogyridae Bilong Bilong, Birgi & Euzet, 1994